# 오렌지 (2015년 영화)
《오렌지》(オレンジ, orange)는 일본에서 제작된 하시모토 코지로 감독의 2015년 드라마 영화이다. 츠치야 타오 등이 주연으로 출연하였다. 다카노 이치고의 동명의 만화 시리즈에 기반을 두고 있다. 2015년 12월 12일 개봉되었다.

## 출연

### 주연
- 츠치야 타오
- 야마자키 켄토
- 류세이 료
- 야마자키 히로나
- 사쿠라다 도리
- 시미즈 쿠루미

### 조연
- 카사마츠 쇼